# 흥해서부초등학교
흥해서부초등학교는 대한민국 경상북도 포항시에 있는 공립 초등학교이다.

## 학교 연혁
- 1967.08.03 흥해초등학교 매송분교장 설립 인가
- 1968.06.05 흥해초등학교 매송분교장 개교
- 1968.08.25 흥해서부초등학교 인가
- 1970.06.05 흥해서부초등학교 개교
- 1983.01.10 흥해서부초등학교 병설유치원 인가
- 1996.03.01 흥해서부초등학교로 교명 변경
- 2000.11.23 제1회 생명의 숲 전국대회 우수학교 선정
- 2006.03.01 경상북도교육청 지정 방과후 시범학교 운영
- 2007.03.01 경상북도교육청 지정 방과후 시범학교 운영
- 2009.02.20 제39회 졸업(1,354명)
- 2009.03.01 제18대 심상복 교장 취임
- 2010.02.20 제40회 졸업(1,360명)
- 2011.02.19 제41회 졸업(1,366명)
- 2011.03.01 특수학급인가
- 2011.09.01 제20대 권순필 교장 취임
- 2012.02.17 제42회 졸업(1,375명)
- 2012.02.17 제42회 졸업(1,375명)
- 2013.02.14 제43회 졸업(1,378명)
- 2013.09.01 제21대 김형만 교장 취임
- 2015.02.17 제44회 졸업(1,385명)

## 같이 보기
- 포항 북송리 북천수

## 참고 자료
- 흥해서부초등학교 - 한국교육학술정보원 학교알리미